# Mk.III

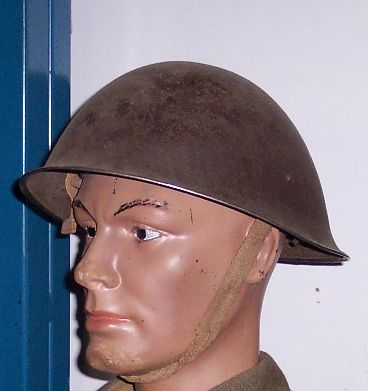
L'elmetto Mk.III

Il Type Mk.III era un elmetto in acciaio sviluppato dall'Esercito Britannico nel 1944. Venne impiegato per la prima volta in combattimento dalle truppe britanniche e canadesi durante lo Sbarco in Normandia. Nonostante la sua introduzione l'elmetto Brodie rimase largamente impiegato ed i due modelli furono usati fino alla fine del conflitto. I collezionisti a volte si riferiscono a questo modello con il soprannome di elmetto tartaruga in quanto la sua forma ricorda il carapace di questo animale.
Il modello Mk.III era progettato per fornire una migliore protezione alle parti laterali della testa rispetto al modello Brodie. Il Mk.III era più profondo e forniva il 38 per cento in più di protezione del modello Mk.II, in particolare sui lati. Il nuovo elmetto venne utilizzato principalmente dalle truppe d'assalto durante l'invasione della Normandia. Venne fornito in grandi numeri alla 3ª divisione di fanteria canadese e, in quantitativi più limitati, alla 2ª e alla 4ª divisione canadesi. Gli elmetti forniti alle truppe canadesi furono restituiti alla fine del conflitto.
L'Mk.III sostituì gradualmente il Brodie a partire dal 1944, e fu a sua volta sostituito, dopo la fine del conflitto, dal modello Mk.IV che peraltro gli assomigliava molto. La differenza era data dalla posizione dei rivetti del sottogola, che nel Mk.III erano posizionati più in alto, e dall'imbottitura "lift the dot". Il modello Mk.IV e il successivo MK V, con nuova imbottitura a cuffia, vennero utilizzati fino alla loro sostituzione, avvenuta verso la fine degli anni ottanta, da un nuovo modello realizzato in nylon balistico (MK VI).